# Antonio Ježina
Antonio Ježina (* 5. Juni 1989 in Šibenik) ist ein ehemaliger kroatischer Fußballtorwart, der seit 2023 als Futsalspieler in Erscheinung tritt.

## Spielerlaufbahn
Antonio Ježina wurde in der kroatischen Küstenstadt Šibenik geboren. Im Sommer 2006 rückte er in die Herrenmannschaft des damals in der 2. HNL spielenden NK Zadar auf, kam jedoch in der Meister- und Aufstiegssaison seines Klubs zu keinen Einsätzen. Den ersten Einsatz in einem Ligaspiel der kroatischen 1. HNL absolvierte er für Zadar am 22. September 2007. In der Saison 2007/08 kam er in vier Erstligaspielen zum Einsatz, war jedoch vorrangig noch in der U-19-Mannschaft des Klubs aktiv.
International bestritt Ježina zwischen April 2006 und März 2009 insgesamt 23 Juniorenländerspiele, darunter sechs Partien mit der kroatischen U-21-Auswahl.
Im Januar 2013 unterschrieb einen Zweieinhalbjahresvertrag mit NK Istra 1961. Im Februar 2014 unterschrieb er einen vierjährigen Vertrag mit Dinamo Zagreb.
Seinen Spielerpass hinterlegte er nach seinem Karriereende als Aktiver beim NK Stubica.

## Erfolge
- Kroatischer Meister: 2015/16